# إنتي (أغنية)
تعد «إنتي»(ENTY) أو ما يعرف ب«انتي باغية واحد» للفنان المغربي الشاب سعد لمجرد الأغنية الأشهر لسنة 2014 في العالم العربي.
و يبلغ عدد مشاهداتها على اليوتيوب 45 مليون مشاهدة على الحساب الرسمي لديجي فان.
وقد مكنت الأغنية سعد المجرد من الفوز بجائزة موريكس عن أفضل أغنية عربية لسنة 2014.

## شهرة «انتي باغية واحد»
تجاوز عدد المشاهدات الأغنية المليون بعد طرحها في أقل من ثلاثة الأيام على يوتيوب ويعتبر هذا الإنجاز الأول من نوعه في المغرب والعالم العربي.
فأصبحت الاغنية حديث الصحافة مما زادها شهرة في المغرب.
في أبريل دعي سعد لمجرد لافتتاح مول الحمرا بالكويت ذلك لكون أغنيته الأخيرة قد لاقت نجاحا هناك. والمفاجأة كانت هي حضور المعجبات بالآلاف وامتلاء المول عن آخره لرؤية الفنان الشاب. مباشرة بعد ذلك أصبح «سعد» حديث الكل في الخليج والكويت بشكل خاص. حيث دخل هاشتاغ سعد_لمجرد_بمول_لحمرا الترند العالمي على تويتر كما تعرض لهجوم شرس من الإعلام الكويتي نظرا لتهافت المعجبات لالتقاط صور معه.
كل هذه العوامل كانت لصالحه وساهمت في انتشار أغنيته أكثر.

## كلمات أغنية
| - انتي باغيه واحد - يكون دمو بارد - ساكت ديما جامد - تغلطي ما يدويش - تلعبي عليه العشره - ما يعاودش الهضره - يكون راجل لمرا لا لا - بزاف على درويش | - منليقش ليك ما تليقي ليا - بزاف عليك وصعيب تلعبي بيا - منليقش ليك ما تليقي ليا - شكون اللي كذب عليك وقاليك باقي نيا | - ما بغاش قلبك يفيق - ما شديتيش معايا طريق - عمري فيك منتيق - احسن ليك بعدي عليا - راه ربي سبحانه خلق - كل واحد في مكانه - علامات الساعه بانو - إلى تحكمتي فيا |

## رقصة الأغنية
ليست أغنية سعد لمجرد وحدها التي سلبت قلوب الجماهير العربية بل كذلك تلك الرقصة التي أداها خلال البرنامج الإذاعي الأشهر بالمغرب للاحتفاء بتحقيق أغنيته لأول مليون من المشاهدات على موقع يوتيوب.
ولقيت الرقصة رواجا كبيرا بين الشباب خاصة في منطقة الخليج العربي.

## إعادات غناء الأغنية (covers) وردود
لم يكتف الشباب العربي بالاستماع إلى الأغنية بل ذهب العديد منهم إلى إعادة غنائها على طريقته أو محاكاة المغني بشكل ساخر وقد وصل عدد هذه ال covers إلى ما يفوق 300 على يوتيوب. كما انتفضت مجموعة من الشابات ضد كلمات الأغنية التي اعتبرنها تنقص من قدرهن وتعيد المرأة إلى عصر كانت تقبل فيه بتعدد الزوجات وتبيح للزوج فعل ما يريد دون مسائلته.
انتقلت عدوى ترديد كلمات أغنية «إنتي» إلى الفنانين كذلك. ولعل أبرزهم الفنان الكويتي نبيل شعيل الذي غناها خلال حفلة من حفلاته الموسيقية. الفنانة دنيا بطمة كذلك أعادت غناء «إنتي» خلال إحياءها لحفل في الخليج، والأمر نفسه بالنسبة لديانا حداد والعديد من الفنانين.
وذهب بعض مستخدمي وسائل التواصل الاجتماعي إلى وضع الأغنية في قالب أنواع موسيقية مغربية أخرى، منها: الطرب الأندلسي، الموسيقى الأمازيغية، الشعبي المغربي...
لم يسلم الأطفال من ظاهرة أغنية «إنتي»، فانتشرت فيديوهات عديدة على موقع اليوتيوب لأطفال يرددون كلمات الأغنية بشكل عفوي وبسيط.
كما اعيد غناء انتي باغية واحد باللغتين الاسبانية والانجليزية.

## «إنتي» تتجاوز حدود العالم العربي
وصلت أصداء إنتي إلى بلدان لم تكن في الحسبان كتركيا واندنيسيا وماليزيا كما أعاد غناءها طفل صغير من أزبكستان وفرقة اندنيسية.

## تسميات وجوائز
نجاح أغنية انتي باغية واحد جعلها تفوز بأحسن أغنية مغربية عصرية لسنة 2014 خلال حفل ال MMMA.
كما كان سعد ضمن المرشحين للفوز بالجائزة الاعالمية MTV awards للشرق الأوسط وشمال إفريقيا.
و «إنتي» الآن ضمن قائمة الأغاني المرشحة للفوز بلقب أحسن أغنية عربية لسنة 2014 بالموركس دور.